# اکتاش، جلال-آباد
اکتاش، جلال-آباد (به لاتین: Aktash, Jalal-Abad) یک منطقهٔ مسکونی در قرقیزستان است که در جلال‌آباد واقع شده‌است.

## خصوصیات
اکتاش ۱٬۶۱۲ متر بالاتر از سطح دریا واقع شده‌است.